# Повивание невесты

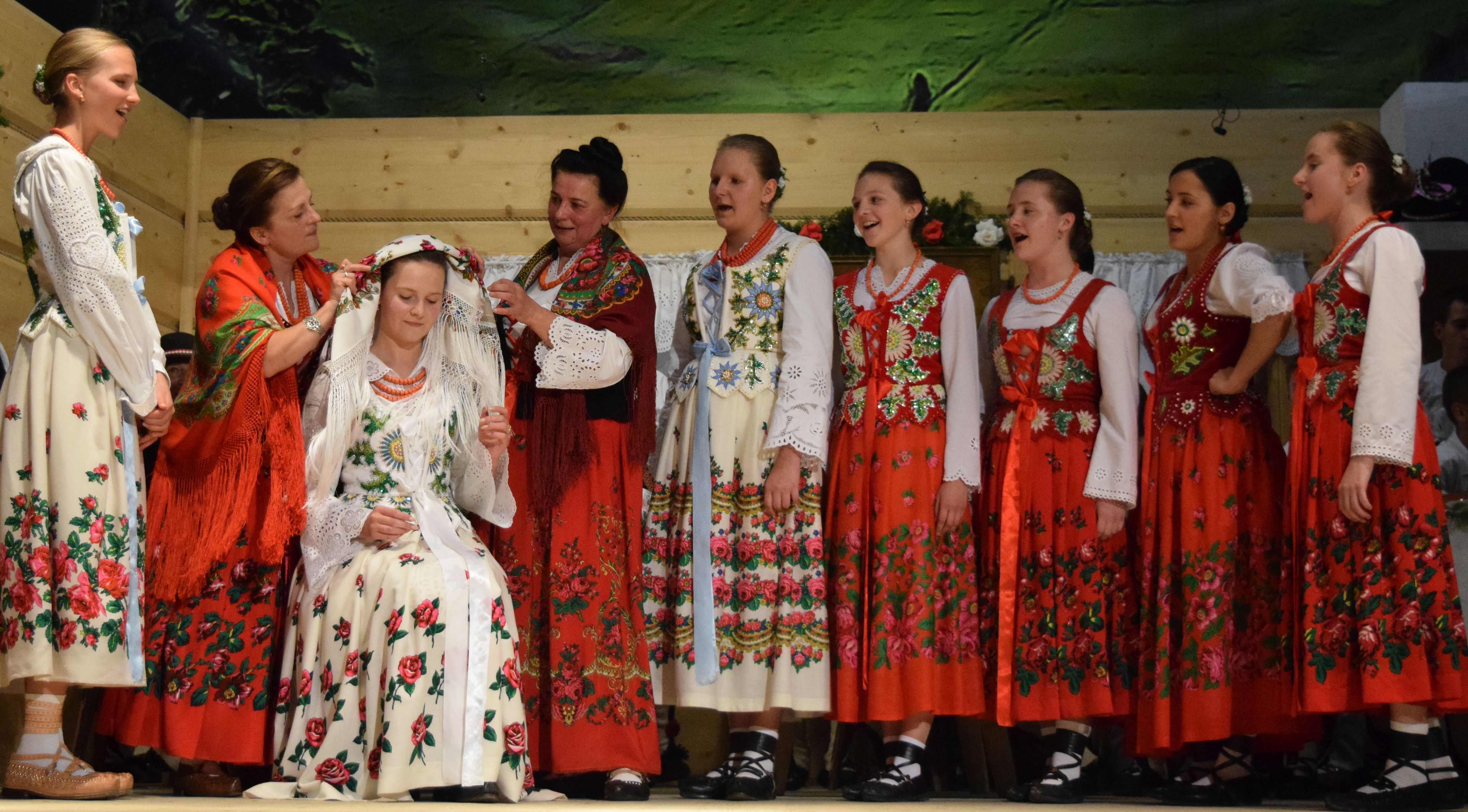
Повивание невесты, Подгале

Повивание невесты (повивание молодой, крутить голову, окручивание, окручение, выкрутка, обабить, сповиваня молоды) — обряд первого надевания женского головного убора до или во время свадьбы, символизирующего переход невесты в половозрастную группу женщин.
В Нижегородской губернии сваха или крёстная мать после венчания отводила молодую в притвор церкви, и, перекрестясь, заплетала ей две косы, а потом одевала повойник (убирала по-бабьи). На малороссийской свадьбе этот обряд совершался после ужина. Девушки расплетали косу молодой, а старшая сваха заплетала её уже «по женскому обычаю» и надевала очипок, которая молодая сбрасывала три раза и при этом плакала. В Саратовской губернии две косы плели свахи: одну — сваха со стороны жениха, а другую — со стороны невесты.